# Андерсен, Аня (астроном)
Аня Андерсен (Anja Cetti Andersen; род. 25 сентября 1965, Хёрсхольм, Дания) — датский астроном и астрофизик, специалист по космической пыли.
Профессор Института Нильса Бора Копенгагенского университета, с 2007 года член Датской академии технических наук (Akademiet for de Tekniske Videnskaber).
В 1999 году получила докторскую степень по астрономии в Копенгагенском университете. С 2005 года в Центре темной космологии, входит в его руководство. Член научно-образовательно-просветительского комитета Novo Nordisk Foundation.
Автор книг по астрономии для детей и взрослых, среди которых «A small book about the Universe» и «The girl who wanted everything to go away».
Имеет троих детей.

## Награды и отличия[7]
- Писатель 1997 года, Danish Astronomical Society[англ.]
- Danmarks Forskningskommunikationspris, Министерство науки, технологий и инноваций Дании (2004)
- Descartes Science Communication Prize (2005)[8]
- Rosenkjærprisen[дат.] (2006)
- Mathildeprisen[дат.] (2009)
- H. C. Ørsted Medal[англ.] в серебре (2016)